# Richard de Canville (Adliger, † 1176)
Richard de Canville (auch Camville oder Chamville) († 1176) war ein anglonormannischer Adliger.

## Herkunft
Richard de Canville entstammte einer anglonormannischen Familie, die ursprünglich aus Canville-les-Deux-Églises bei Yvetot in der Normandie stammte. Er besaß neben anderen Besitzungen ein Lehen, das Burg und Ort Middleton Stoney und Godington in Oxfordshire sowie Avington in Berkshire umfasste.

## Leben
Canville gehörte zu den führenden Baronen im Haushalt von König Stephan von Blois, dem er auch während des Thronfolgestreits, der sogenannten Anarchie, loyal diente. Der König dankte ihm mit Ländereien unter anderem in Warwickshire und Essex. Nach dem Ende des Thronfolgestreits war Canville ab 1154 auch ein loyaler Vasall des neuen Königs Heinrich II. Dieser belohnte ihn mit der Verwaltung von wertvollen Gütern bei Little Stretton in Leicestershire und bei King’s Sutton in Northamptonshire. 1156 diente Canville als Sheriff von Berkshire. 1176 gehörte er der englischen Gesandtschaft an, die nach Sizilien reiste, um die Bedingungen der Heirat der Königstochter Johanna mit König Wilhelm II. von Sizilien auszuhandeln. Während dieser Reise starb er in Apulien.

## Ehen und Nachkommen
Canville war zweimal verheiratet. Nach dem Tod seiner ersten Frau Alice heiratete er Millicent, die Witwe von Robert Marmion († 1143/4). Sie war eine Cousine der Königinwitwe Adelheid von Löwen und brachte das Gut von Stanton Harcourt in Oxfordshire mit in die Ehe. Canville hatte mindestens drei Söhne. Mit Alice hatte er einen Sohn:
- Gerard de Canville († 1214)

Aus seiner zweiten Ehe mit Millicent hatte er zwei weitere Söhne:
- Richard de Canville († 1191)
- William de Camville

Canville hatte 1150 das Zisterzienserkloster Combe Abbey in Warwickshire gegründet. Dazu hatte er auch andere Klöster und Kirchen mit Schenkungen bedacht. Sein Haupterbe wurde sein Sohn aus erster Ehe Gerard. Sein zweiter Sohn Richard erbte einen kleineren Teil seiner Besitzungen, während sein jüngster Sohn William eine Tochter von Geoffrey de Marmion heiratete und 1189 Lord des südwalisischen Llansteffan Castle wurde.